# Municipio de Santa María de los Ángeles
El municipio de Santa María de los Ángeles es uno de los ciento veinticinco municipios que conforman el estado mexicano de Jalisco, forma parte de la región Norte de la entidad. Se encuentra aproximadamente a 210 km al norte de Guadalajara. 
Cuenta con una veintena de comunidades, siendo las más importantes la cabecera municipal, Santa María de los Ángeles y las dos cabeceras delegacionales, San José de Huacasco y el Sauz de los Márquez. 
Según el II Conteo de Población y Vivienda de 2005, el municipio tiene 3,687 habitantes, los cuales se dedican principalmente al sector primario. Su extensión territorial es de 284.94,  km².

## Historia
Esta región estuvo habitada por tribus caxcanas. Su conquista se debe a Pedro Dávalos Montiel quien ordenó a Juan Melchor, un texcocano que iba en su ejército, que fundara un poblado que ya habitaban los predichos aborígenes.
La población debía llamarse Santa María de los Ángeles de Teúl. Su hijo, Agustín Melchor, solicitó a la Audiencia de Compostela, cabecera de la Nueva Galicia, que le diera tierras en propiedad para él y tres familias aborígenes. El 28 de abril de 1578, por Cédula Real, se asentó el acta de fundación del poblado, perteneciente a las fronteras de Tlaltenango.
En 1825 tenía ayuntamiento. El municipio ha sido erigido en dos ocasiones, la primera data del 9 de noviembre de 1861, pero se suprimió el 3 de mayo de 1872 mediante el decreto número 286. Por no tener el número de habitantes que marca la constitución.
Nuevamente el 17 de febrero de 1875, número 415 Santa María de los Ángeles vuelve a ser municipalidad, siendo su primer presidente municipal don Francisco Durán. Don Antonio Valdez guarda un lugar especial en el corazón de los lugareños. Fue él quien delineó las calles, las mandó empedrar y arregló la plaza de armas que era entonces un corral. La calle en que se encuentra el edificio de la presidencia municipal lleva su nombre en merecido homenaje.

## Descripción geográfica

### Ubicación
Santa María de los Ángeles se encuentra situado en la parte norte del estado, entre las coordenadas: al norte 22°18′, al sur 22°6′ de latitud norte; al este 103°2′, al oeste 103°29′ de longitud oeste.
El municipio colinda al norte con el estado de Zacatecas y el municipio de Huejúcar; al este con el municipio de Huejúcar y el estado de Zacatecas; al sur con el estado de Zacatecas y el municipio de Colotlán; al oeste con el municipio de Colotlán y el estado de Zacatecas.

### Orografía
En general su superficie está conformada por zonas semiplanas (61%), con alturas que van de los 1,500 a los 2,000 metros sobre el nivel del mar; existen además zonas planas (35%) y zonas accidentadas (4%), que alcanzan alturas de los 2,100 a los 2,700 metros sobre el nivel del mar.
Al norte se encuentra el cerro del Papalote; al sur la mesa del Carrizo; al oriente en su parte norte están El Picacho, el cerro del Peñasco Colorado, Periquera Chica y Periquera Grande; al sureste se encuentra Mesa Alta, El Herradero, cerro de Ojeda, cerro del Coyote, cerro del Pisiate y cerro de Los Robles.
Suelo. La composición de los suelos es de tipos predominantes Luvisol, Andosol Háplico y Castañozem Lúvico. El municipio tiene una superficie territorial de 28,494 hectáreas, de las cuales 7,359 son utilizadas con fines agrícolas, 17,538 en la actividad pecuaria, 1,130 son de uso forestal, 207 hectáreas son suelo urbano, no especificándose el uso de 2,260. En lo que a la propiedad se refiere, una extensión de 7,124 hectáreas es privada y otra de 19,110 es ejidal, no existiendo propiedad comunal. De 2,260 hectáreas no se especifica el tipo de propiedad.

### Hidrografía
Sus recursos hidrológicos son proporcionados por el río Jerez, que es el único que atraviesa el municipio de norte a sur; también cuenta con varios arroyos de caudal permanente, como son: Huacasco-Tenasco, Las Huertas, La Cantera, Blanco, El Pino y Las Palomas. Además, hay varios manantiales que alimentan algunos de los arroyos antes mencionados y se encuentra la presa de Tenasco.

### Clima
El clima es semiseco, con otoño, inviernos y primavera secos, y cálido, sin cambio térmico invernal bien definido. La temperatura media anual es de 24.8°C, con máxima de 32.7 °C y mínima de 16.8 °C. El régimen de lluvias se registra en junio, julio y agosto, contando con una precipitación media de 887.3 milímetros. La dirección de los vientos es variable con intensidad constante.

### Flora y fauna

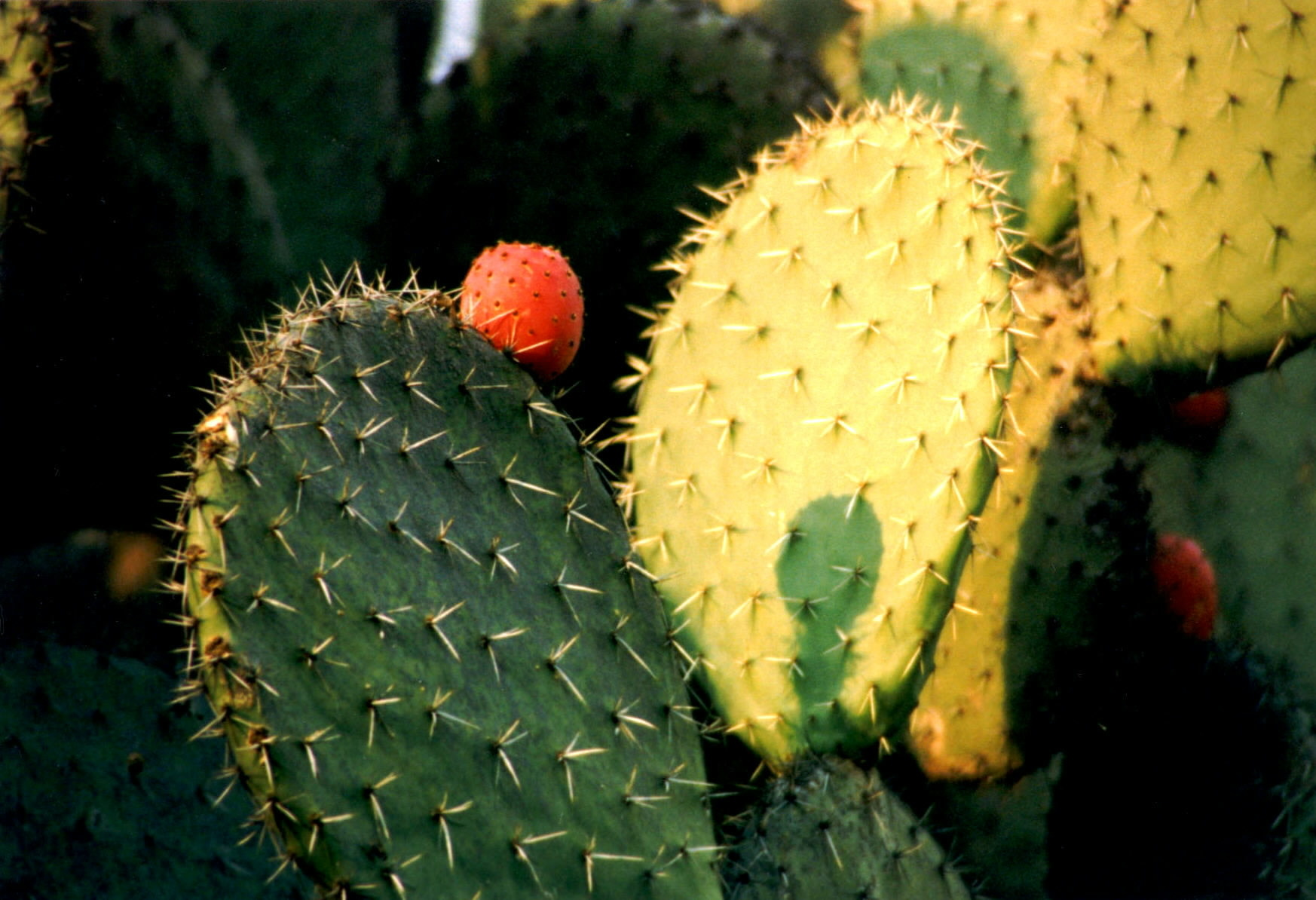
El nopal es parte de la vegetación del municipio.

Su vegetación se compone básicamente de encino, nopal, matorral espinoso, huizache, orégano, ocote, álamo y mezquite. El venado, el coyote, la liebre, la codorniz, el tlacuache y la zorra pueblan esta región.

## Demografía

### Localidades
En el censo de 2020 el municipio de Santa María de los Ángeles contaba con 22 localidades.

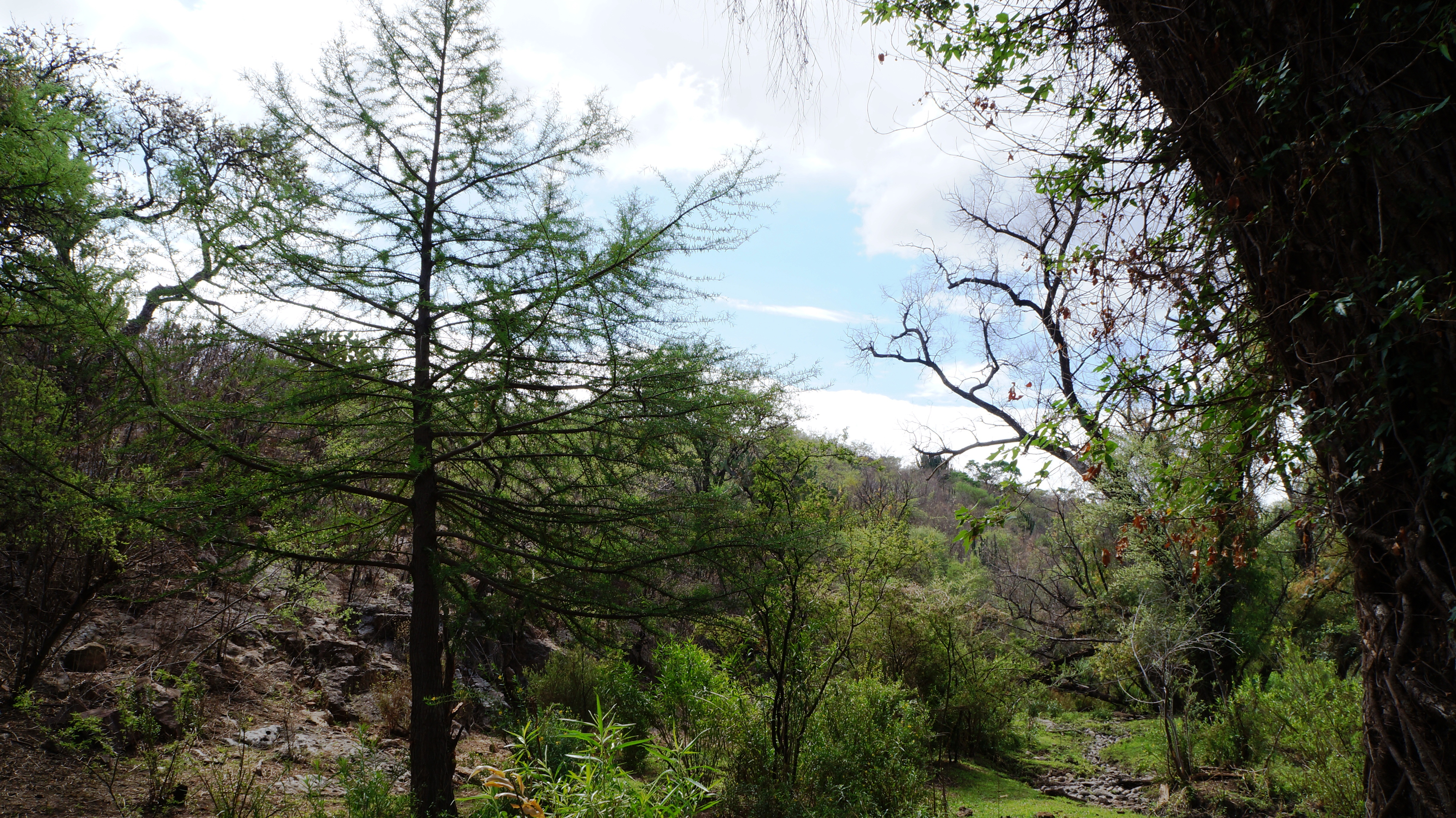
Este es el único pino, una especie inusual que contrasta con los abundantes mezquites de la zona.

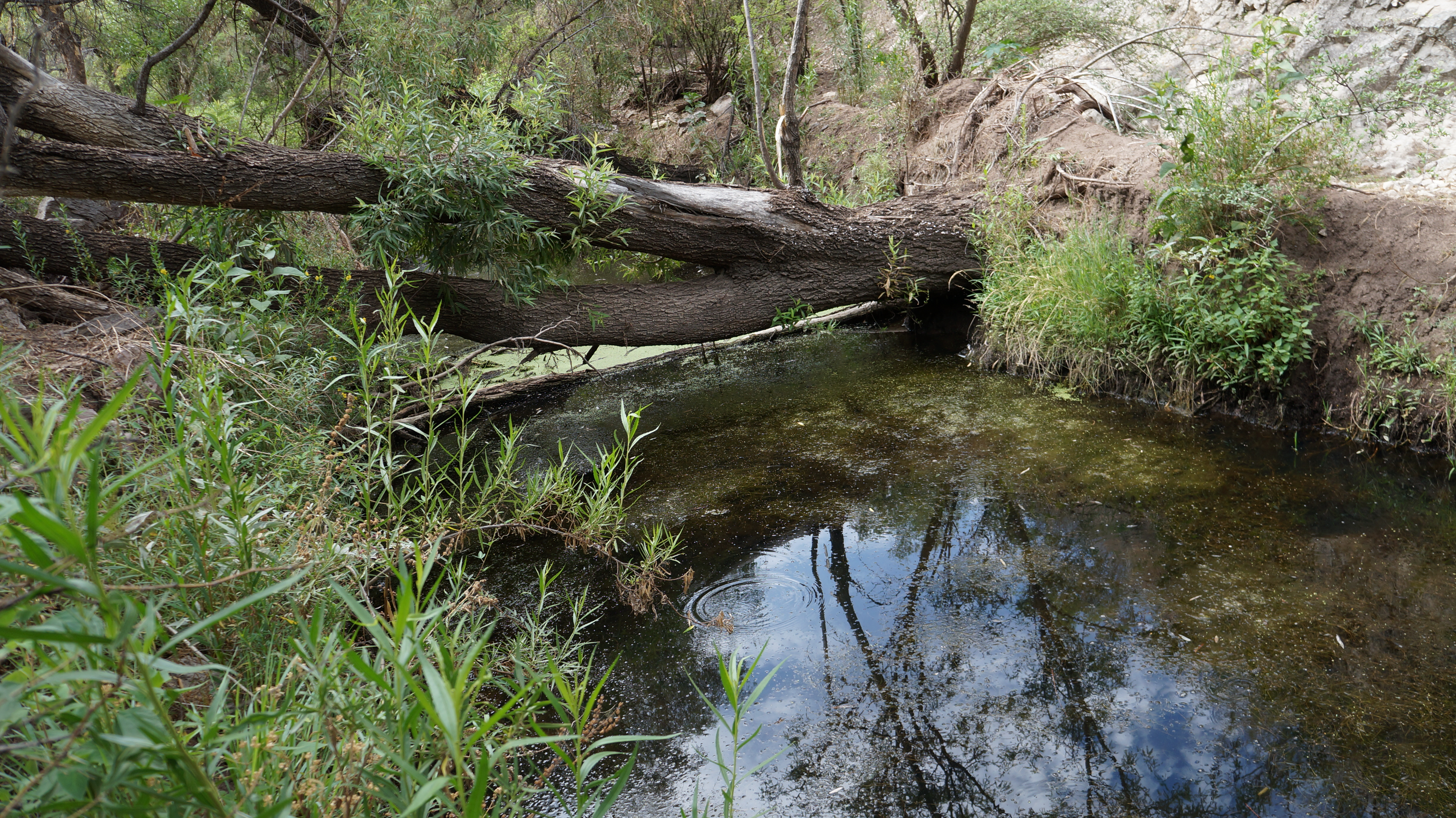
El arroyo que baja desde la presa.

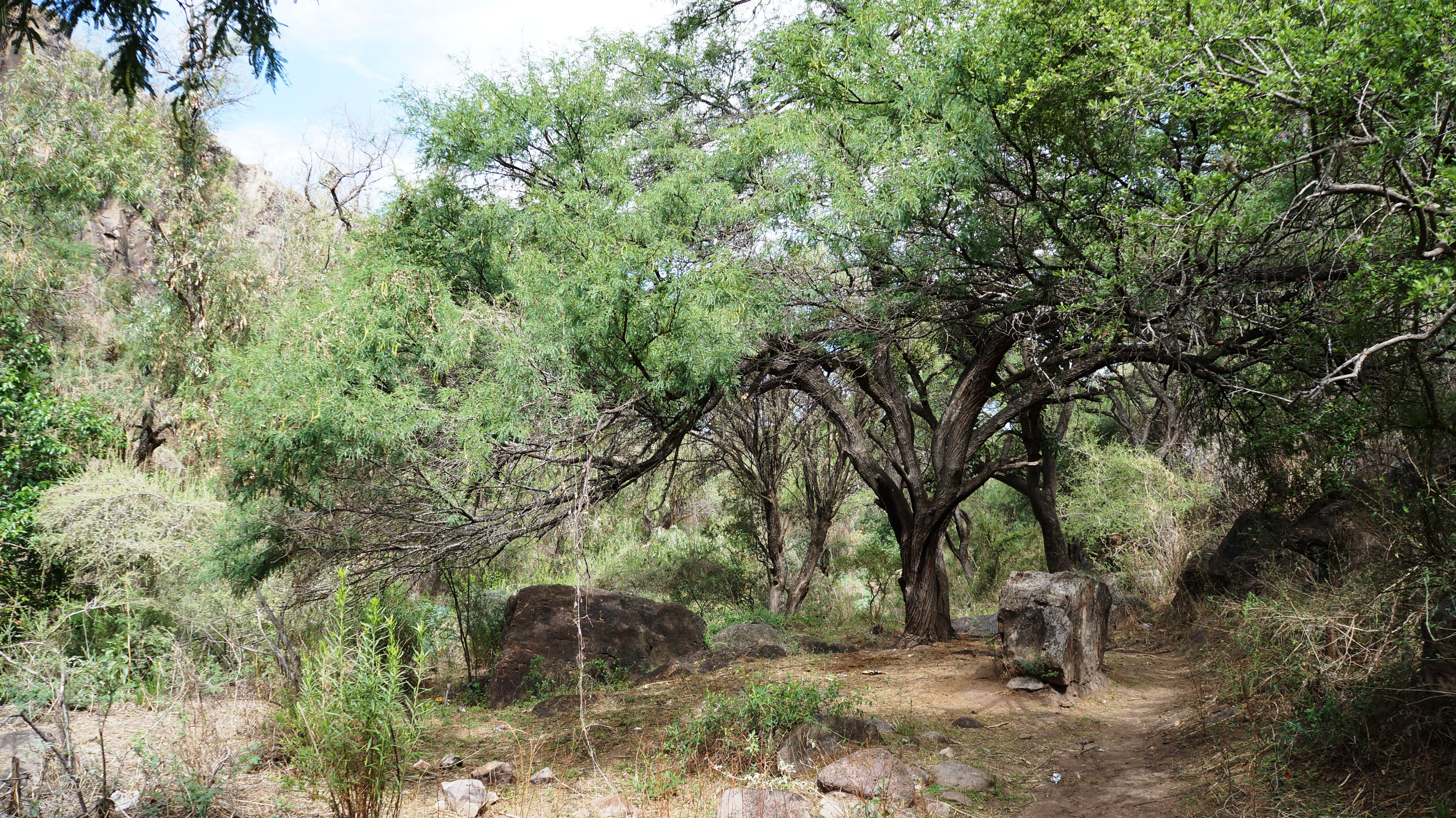
Mezquite, una de las especies endémicas de la zona.

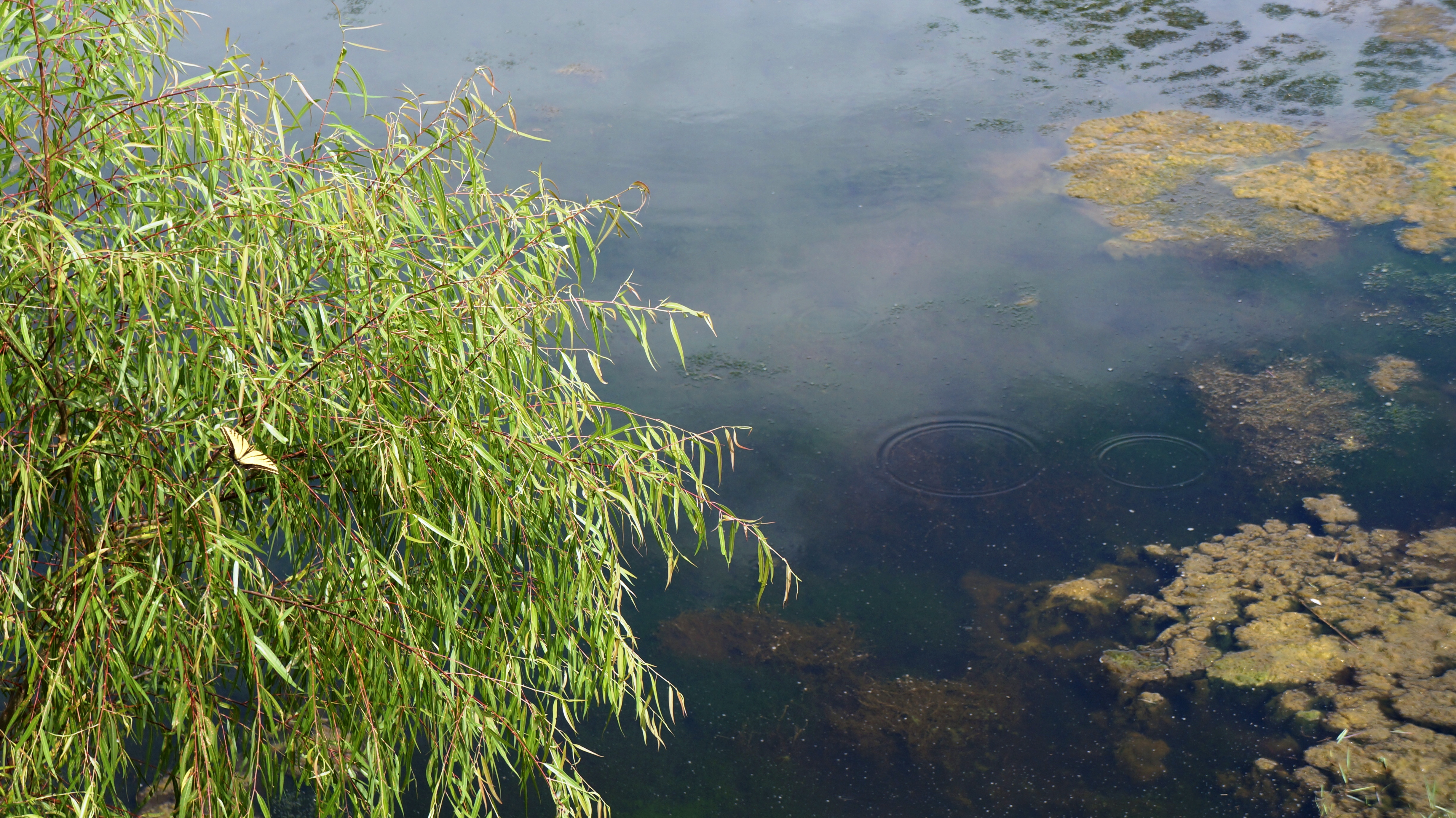
Los sauces dan sombra al caminante de estas tierras.

| Código INEGI    | Localidad                  | Población (2020) |
| --------------- | -------------------------- | ---------------- |
| 140810001       | Santa María de los Ángeles | 927              |
| 140810023       | Sauz de los Márquez        | 490              |
| 140810038       | Barrio de Tapias           | 478              |
| 140810009       | San José de Huascasco      | 301              |
| 140810028       | Veintiuno de Marzo         | 229              |
| 140810027       | Tenasco de Arriba          | 189              |
| 140810008       | El Fraile                  | 119              |
| 140810002       | Las Ánimas                 | 115              |
| 140810003       | La Boquilla de Zaragoza    | 107              |
| 140810022       | Los Sauces                 | 87               |
| 140810026       | Tenasco de Abajo           | 68               |
| 140810012       | Las Liebres                | 63               |
| 140810006       | Los Corteses               | 59               |
| 140810007       | Dieciocho de Marzo         | 59               |
| 140810011       | Las Lajas                  | 50               |
| 140810014       | El Montecillo              | 40               |
| 140810046       | Barrio de la Canoa         | 40               |
| 140810056       | Rancho de Dios             | 26               |
| 140810016       | El Ojo de Agua             | 23               |
| 140810054       | El Alamito                 | 23               |
| 140810034       | Los Nogales                | 18               |
| 140810030       | La Mesa del Granizo        | 4                |
| Total municipal | Total municipal            | 3 515            |

## Economía
El 38.72% de los habitantes se dedica al sector primario, el 30.15% al sector secundario, el 28.28% al sector terciario y el resto no se específica. El 24.14% se encuentra económicamente activa. Las principales actividades económicas son: agricultura, ganadería, comercio y servicios.
- Agricultura: De los cultivos locales destacan el maíz, frijol, chile y cebada. Además de hortalizas y legumbres.
- Ganadería: Se cría ganado bovino, porcino y caprino. Además de aves y colmenas.
- Comercio: Predominan las tiendas dedicadas a la venta de productos de primera necesidad y los comercios mixtos que venden artículos diversos en pequeña escala.
- Servicios: Se prestan servicios técnicos, comunales, sociales, personales y de mantenimiento.
- Pesca: Se practica en la presa de Tenasco.
- Turismo: Construcciones coloniales y religiosas.

## Infraestructura
- Educación

El 88.42% de la población es alfabeta, de los cuales el 27.80% ha terminado la educación primaria. El municipio cuenta con 133 preescolares, 916 primarias y 163.
- Salud

La atención a la salud es atendida por la Secretaría de Salud, el Instituto Mexicano del Seguro Social y por médicos particulares. El Sistema para el Desarrollo Integral de la Familia (DIF) se encarga del bienestar social. Además cuenta con un 1 módulo de salud.
- Deporte

Cuenta con centros deportivos, en los que se practica: fútbol, voleibol, basquetbol y natación; cuenta con un lienzo charro. Además cuenta con centro culturales, plazas, parques, jardines, biblioteca, centro social y centros recreativos.
- Vivienda

Según el II Conteo de Población y Vivienda, cuenta con 1,007 viviendas, las cuales generalmente son privadas. El 97.02% tiene servicio de electricidad, el 66.83% tiene servicio de drenaje y agua potable. Su construcción es generalmente a base de concreto, teja, ladrillo y/o tabique.
- Servicios

El municipio cuenta con servicios de agua potable, alcantarillado, parques, jardines, alumbrado público, mercados, rastros, estacionamiento, cementerios, vialidad, aseo público, seguridad pública y centros deportivos.
Con respecto a servicios básicos, el 96.3%% de los habitantes disponen de agua potable, el 53.8% de alcantarillado y el 94.8%% de energía eléctrica.
- Medios y vías de comunicación

Cuenta con correo, telégrafo, fax, señal de radio y televisión, teléfono y servicio de radiotelefonía. La transportación foránea se efectúa a través de la carretera Guadalajara-Zacatecas. Cuenta con una red de carreteras rurales que comunican las localidades y con la carretera estatal 714 que conecta a la carretera federal 23 con el pueblo de San José de Huacasco y a través de este con el municipio zacatecano de Villanueva. La transportación se realiza en autobuses públicos o vehículos de alquiler y particulares.

## Demografía
Según el II Conteo de Población y Vivienda, el municipio tiene 3,687 habitantes, de los cuales 1,696 son hombres y 1,991 son mujeres; el 0.16% de la población son indígenas.
| 5,678                      | 4,800 | 4,204 | 3,687 |
| (Fuente: [cita requerida]) |       |       |       |

### Religión
El 98.06% profesa la religión católica; sin embargo, también hay creyentes de los testigos de Jehová, protestantes, adventistas del Séptimo Día y otras doctrinas. El 0.49% de los habitantes no practican ninguna religión.

## Cultura

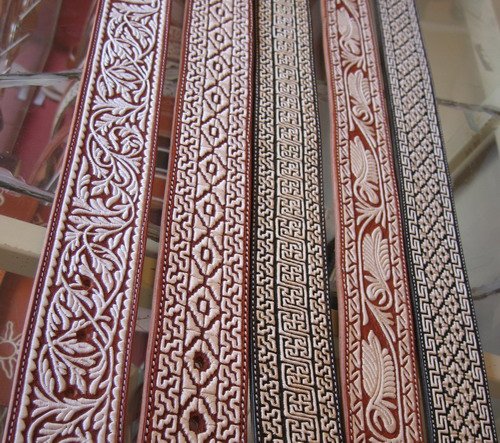
Cintos bordados con pita.

- Artesanías: Bordados de pita, se elaboran cintos, carteras y sillas de montar; a esta artesanía se le llama piteado.
- Gastronomía: Enchiladas, pozole, tamales y gorditas; de sus bebidas destaca el pulque y el aguamiel; y de sus dulces las melcochas de azúcar, dulces de calabaza y cajeta de membrillo.
- Trajes típicos: Para el hombre el traje de charro y para la mujer el vestido de china poblana.

### Sitios de interés
| - Presidencia municipal. - La Esmeralda. - El Molino. - Parroquia de Nuestra Señora de los Ángeles. - Capilla del Hospital. | - Cuadro de la Purisíma de Huacasco, réplica de la obra del español Bartolomé Esteban Murillo (1678) - La escultura de Jesús Nazareno. - Presa Boquilla de Zaragoza. - Casa Valenzuela. - Exhacienda de Huacasco. - Exhacienda de Santa María. | - Plaza Principal. - Templo El Sauz. - Templo de San José en Huacaso. - Templo de la Purisíma Asunción de María en Huacasco - Acueducto. - Acueducto de Huacasco - Cortina de la Presa Vieja de San José en Huacasco |

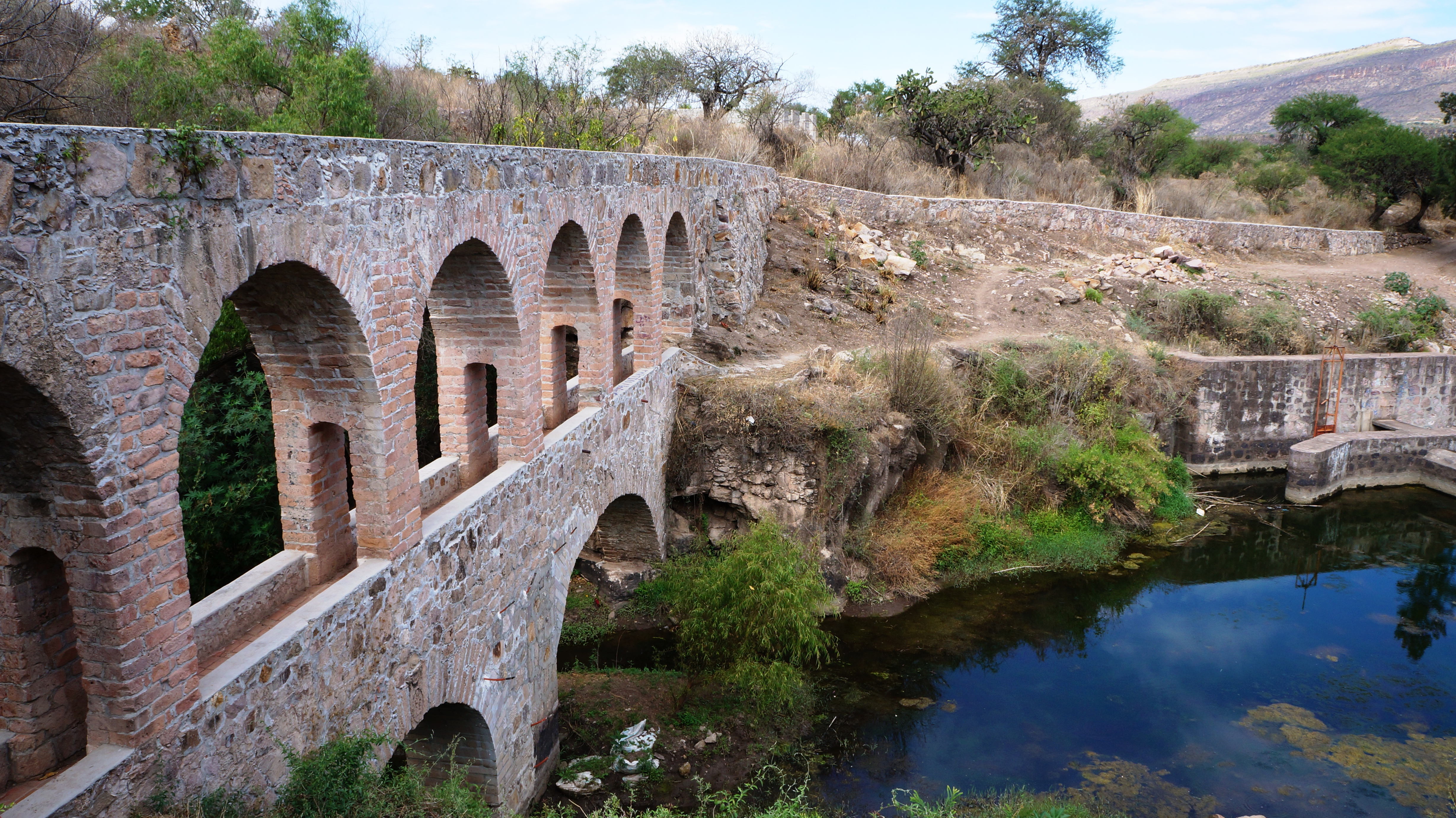
Viejo acueducto

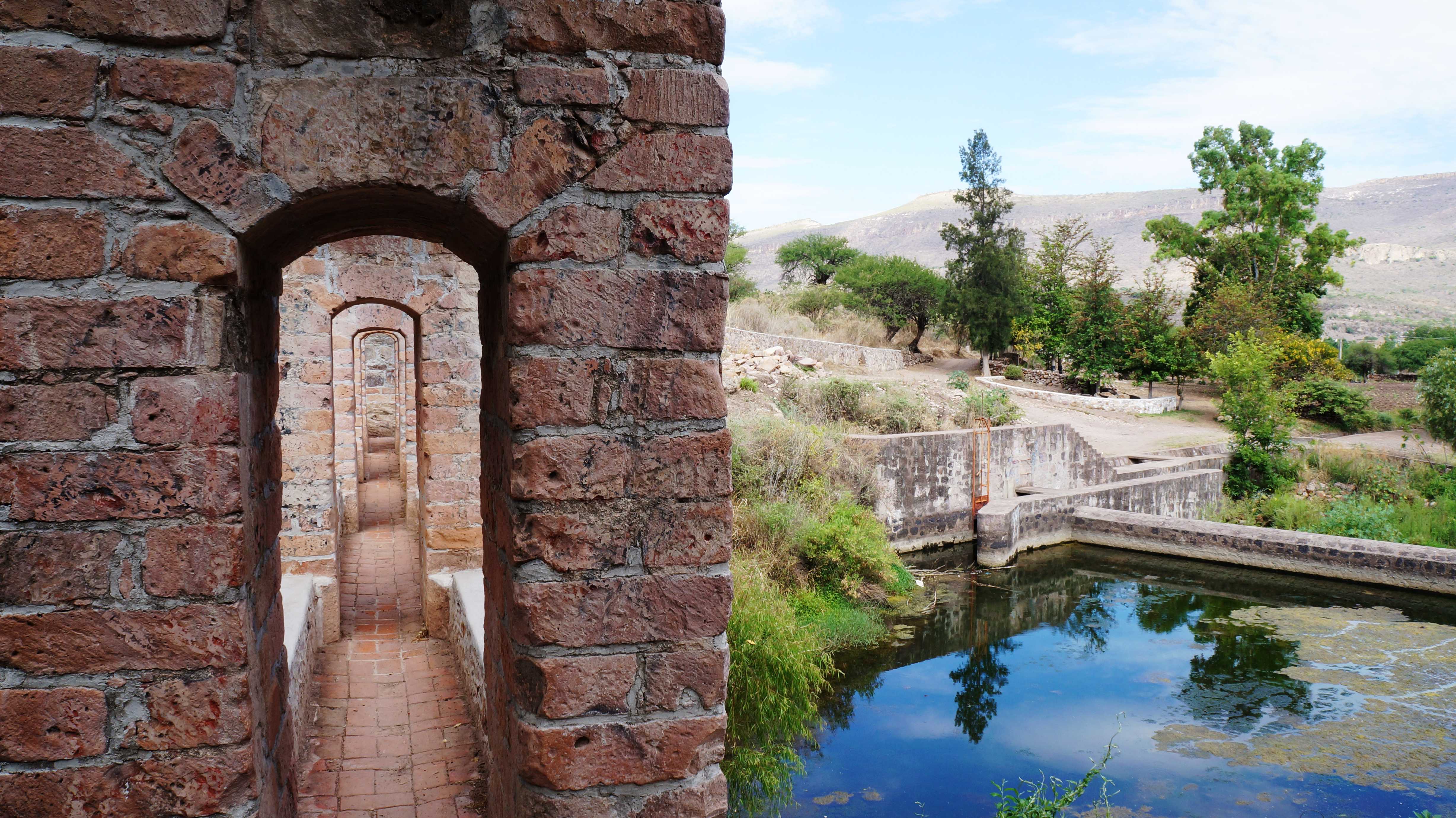
Los arcos, orgullo de los residentes de este bello municipio.

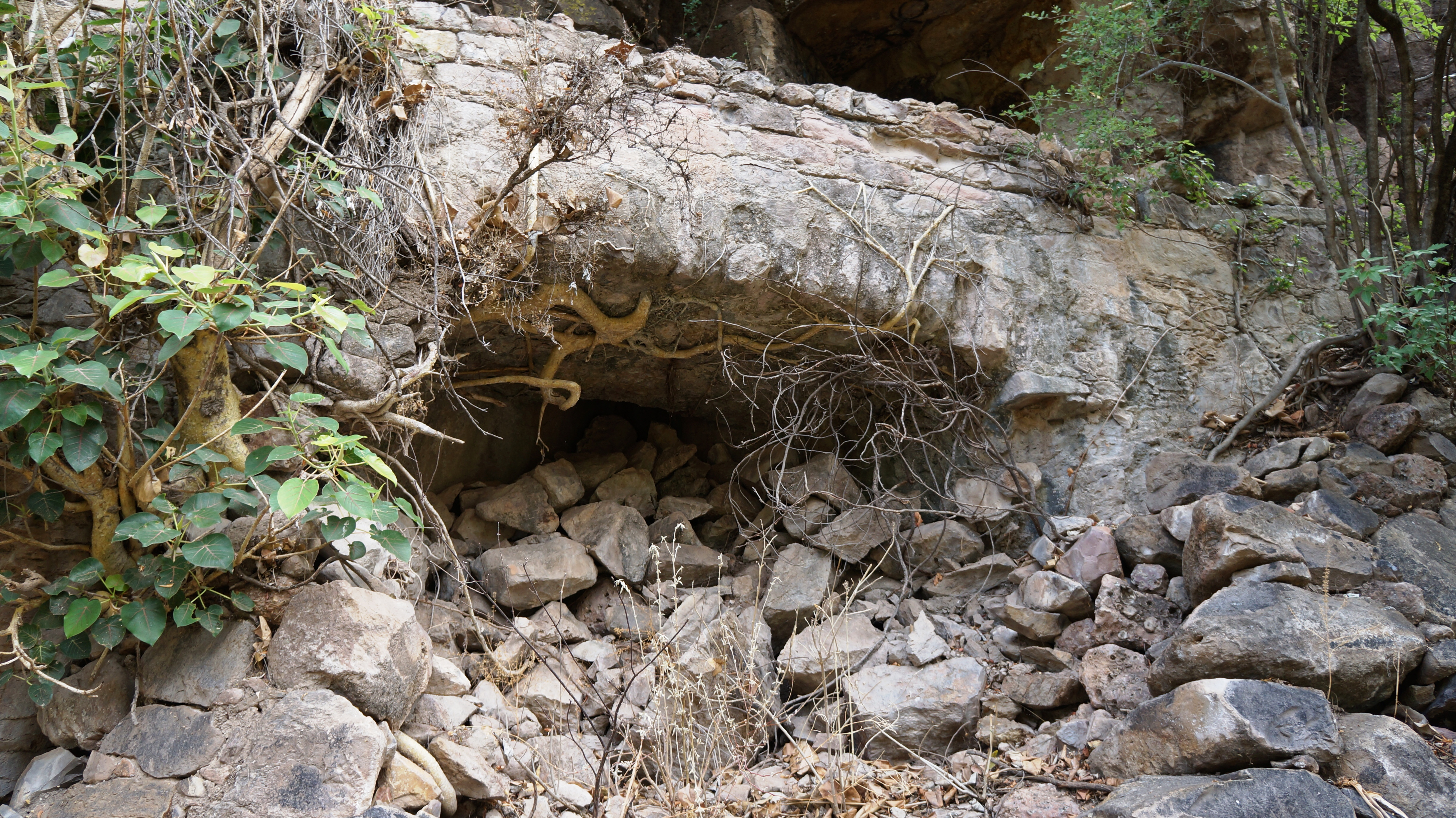
La vegetación ha invadido la obra del hombre.

### Fiestas
Fiestas civiles
- Aniversario de la Independencia de México. 16 de septiembre.

Fiestas religiosas
- Fiesta en honor a la Nuestra Señora de los Ángeles. El 8 de septiembre.
- Fiesta en honor a San Miguel Arcángel. El 29 de septiembre.
- Fiesta en honor a San José Obrero. El 19 de marzo.
- Fiesta en honor a Nuestra Señora del Carmen. El 16 de julio.
- Fiesta en honor a Purisíma Asunción de María. El 15 de agosto.

## Gobierno
Se convocan elecciones cada tres años en las cuales se eligen al presidente municipal al cabildo. La Presidenta Municipal es 
Minerva Robles Ortega del Partido Revolucionario Institucional desde el 2021.

## Distribución política administrativa
El municipio cuenta con 23 localidades, siendo las más importantes: Santa María de los Ángeles (cabecera municipal), San José de Huacasco, Sauz de los Márquez, Barrio de Tapias y 21 de marzo.

## Personas destacadas
| - Antonio Valdez, benefactor. - Francisco Durán, primer presidente municipal. - J. Jesús Valdez, benefactor. - Pablo de Ávila, benefactor. - Martín Orozco Sandoval. Gobernador de Aguascalientes 2016- actualidad |